# The Jim Gaffigan Show
The Jim Gaffigan Show je americký televizní pořad, vysílaný v letech 2015 až 2016 stanicí TV Land. Jeho děj se točí kolem komika Jima Gaffigana, který se svou manželkou Jeannie vychovává pět dětí ve dvoupokojovém bytě v New Yorku. První epizoda byla uvedena 15. července 2015 a první série, která obsahovala celkem jedenáct epizod, byla dokončena 23. září toho roku. Roku 2016 byla uvedena druhá, tentokrát dvanáctidílná série. Následně byl pořad zrušen.